# Valentinite
La valentinite è un minerale, un ossido di antimonio.
Il nome deriva da Basilius Valentinus (1394? -), chimico e alchimista tedesco, che scoprì le proprietà dell'antimonio.
Descritto per la prima volta da Wilhelm Karl von Haidinger (1795 - 1871), geologo e mineralogista austriaco, nel 1845.

## Abito cristallino
Cristalli prismatici, raramente tabulari. È la forma ortorombica della sénarmontite e dell'arsenolite.

## Origine e giacitura
L'origine è secondaria, come prodotto di ossidazione dell'antimonio. Ha paragenesi con stibnite, sénarmontite e cervantite.

## Forma in cui si presenta in natura
Si presenta in cristalli spesso striati, aggregati a ventaglio, fibroso-raggiati e granulari e aggregati efflorescenti.

## Caratteri fisico-chimici
Fragile. Facilmente solubile in HCl, in acido acetico e in HNO3 caldo, volatilizza senza fondere e sublima in tubo chiuso.

## Località di ritrovamento
A Sensa Mine, in Algeria, gli esemplari migliori, tanto che viene estratta come minerale utile di antimonio; a Příbram e Pezinok, nella Repubblica Ceca; ad Allemont, in Francia; a Tatasi, in Bolivia; bei cristalli anche nei pressi di Braunsdorf, in Germania.
In Italia in piccole quantità si trova nel giacimento di rame e antimonio alle sorgenti del torrente Soana, nel comune di Valprato Soana, in provincia di Torino; più abbondante alla Cetine di Cotorniano, dove si trova in ciuffetti di aghi lucenti su antimonite. Nella miniera Corti Rosas, a Ballao, e nella miniera Su Suergiu, a Villasalto, due località del Sarrabus, in Sardegna; nelle geodi di quarzo della miniera di Nieddoris, a Fluminimaggiore, nell'Iglesiente. Infine in cristallini o masserelle fibroso raggiate nell'argilla della miniera Argentiera della Nurra, in provincia di Sassari.